# Медвидь, Фёдор Йожефович
Фёдор (Ференц) Йо́жефович Медви́дь (укр. Федір Йожефович Медвідь), при рождении Фе́ренц Ме́двидь (венг. Medvigy Ferenc, 5 января 1943, Ново-Давыдково, Венгрия (ныне — Закарпатская область, Украина) — 8 ноября 1997, Киев, Украина) — советский футболист и украинский тренер. Играл на позиции полузащитника. В начале своей карьеры представлял ужгородский «Спартак», большую часть клубной карьеры провёл в составе киевского «Динамо».
6 раз сыграл за сборную СССР, забил 1 гол.
После окончания карьеры работал тренером в школе киевского «Динамо», также был тренером школы «Спортинтернат», команды «Буковина» и тренером юношеской сборной (до 19 лет).

## Достижения
- Чемпион СССР: 1966, 1967, 1968, 1971
- Обладатель Кубка СССР: 1964, 1966

## Матчи за сборную СССР
- 23 октября 1966.  СССР 2:2  ГДР
- 10 мая 1967.  Шотландия 0:2  СССР. Забил гол.
- 28 мая 1967.  СССР 2:0  Мексика
- 3 июня 1967.  Франция 2:4  СССР
- 20 июня 1967.  Скандинавия 2:2  СССР. Забил гол.
- 7 марта 1968.  Мексика 1:1  СССР
- 10 марта 1968.  Мексика 0:0  СССР